# 郑集镇 (徐州市)
郑集镇，是中华人民共和国江苏省徐州市铜山区下辖的一个乡镇级行政单位。

## 行政区划
郑集镇下辖以下地区：
郑集村、代楼村、前鹿楼村、苗湾村、肖楼村、石楼村、沙楼村、万村、卢楼村和尤楼村。